# NGC 7002
NGC 7002 (również PGC 66009) – galaktyka eliptyczna (E1), znajdująca się w gwiazdozbiorze Indianina. Odkrył ją John Herschel 30 września 1834 roku.